# Olympische Sommerspiele 1988/Teilnehmer (Afghanistan)
| Gelbes Symbol für Goldmedaillen mit stilisierten Olympischen Ringen | Graues Symbol für Silbermedaillen mit stilisierten Olympischen Ringen | Braundes Symbol für Bronzemedaillen mit stilisierten Olympischen Ringen |
| ------------------------------------------------------------------- | --------------------------------------------------------------------- | ----------------------------------------------------------------------- |
| —                                                                   | —                                                                     | —                                                                       |

Afghanistan nahm nach dem Boykott der Olympischen Spiele 1984 bei den XXIV. Olympischen Sommerspielen 1988 in Seoul zum neunten Mal an Olympischen Sommerspielen teil. In die südkoreanische Hauptstadt reiste eine siebenköpfige Delegation: die fünf Athleten wurden von zwei Offiziellen begleitet. Alle Sportler traten im Ringen an.

## Teilnehmer nach Sportarten

### Ringen
- Mohammad Razigul
Männer, Freistil, Halbfliegengewicht (– 48 kg) → 3. Runde
- Ahmad Nasir
Männer, Freistil, Fliegengewicht (– 52 kg) → 3. Runde
- Ali Dad
Männer, Freistil, Federgewicht (– 62 kg) → 3. Runde (wegen Dopings von den Spielen ausgeschlossen[1])
- Mohammed Shir
Männer, Freistil, Leichtgewicht (– 68 kg) → 2. Runde
- Mohammed Taj
Männer, Freistil, Halbschwergewicht (– 90 kg) → 3. Runde